# Saint-Étienne-de-Saint-Geoirs
Saint-Étienne-de-Saint-Geoirs là một xã của tỉnh Isère, thuộc vùng Rhône-Alpes, đông nam nước Pháp.